# Рутилий Тавър Емилиан Паладий
Рутилий Тавър Емилиан Паладий (на латински: Rutilius Taurus Aemilianus Palladius), наричан често само Паладий, e римски писател за агрокултура, живял през 4 век.
От Паладий е запазено произведението му Opus Agriculturae (понякога наричано също De Re Rustica genannt), един труд за земеделието в 14 книги. В него детайлирано са описани типичните работи, които се вършат в едно римско земеделско стопанство, за всеки месец от годината, за облагородяване на дърветата и за ветеринарната медицина.